# Jugoslovansko nacionalno gibanje Zbor
Jugoslovansko nacionalno gibanje Zbor, jugoslovansko politično gibanje.
Jeseni 1934 so se v Jugoslaviji začela združevati nekatera gibanja in skupine, ki so delovale na podlagi jugoslovanske nacionalne ideje ter se navduševale za korporativni sistem in načrtno gospodarstvo. 6. januarja 1935 so nato v Ljubljani predstavniki Jugoslovanske akcije, Združenja borcev Jugoslavije (t. i. Boj) in skupine okrog tednika Otadžbina ustanovili Jugoslovansko nacionalno gibanje Zbor pod vodstvom Dimitrija Ljotića. V javnosti je Zbor uveljavljal program, ki se je deloma zgledoval po politični zgradbi nacistične Nemčije in fašistične Italije. Oblast je Ljotićevo gibanje Zbor v državnem merilu dovolila 8. novembra 1935, ni pa dovolila njegovega preoblikovanja v stranko. Ljotićevo maloštevilno in nevplivno gibanje je sodelovalo na skupščinskih volitvah 1935 in 1938. Rajh je gibanje nezakonito financiral, le-to pa mu je v Jugoslaviji pomagalo pri obveščevalni dejavnosti. Od 1937 je Ljotićevo gibanje prihajalo v vse ostrejša nasprotja z oblastjo in ta ga je 2. novembra 1940 slednjič prepovedala. V Dravski banovini je bilo politično gibanje Zbor, označeno kot profašistično, sprejemano z nasprotovanjem. Leta 1935 se je v Dravski banovini od Zbora ločil del organizacije Boj, leta 1938 je iz njega izstopila tudi Jugoslovanska akcija. Ob začetku druge svetovne vojne je Zbor sicer podpiral nevtralnost Jugoslavije, vendar ob prijateljski povezavi z Italijo in Nemčijo. Poleti 1941 se je iz Ljotićevih privržencev organiziral Srbski prostovoljski korpus, ki je sodeloval pri nasilnih ukrepih proti srbskemu prebivalstvu; pred osvoboditvijo Beograda 1944 se je ta umaknil v zahodno Slovenijo (Primorsko), tik pred koncem vojne pa v Italijo.